# Sion de Bolnissi
Le sion de Bolnissi (en géorgien : ბოლნისის სიონი, bolnissis sioni), est une basilique orthodoxe géorgienne du Ve siècle située à Bolnissi. C'est une des plus anciennes grandes églises de Géorgie.

## Description
L'église à trois nefs est la plus ancienne basilique de ce type conservée en Géorgie. Elle est également connue pour abriter les plus anciennes inscriptions connues en géorgien.
La croix de Bolnissi, originaire du sion, est devenue un symbole de la Géorgie.

## Galerie

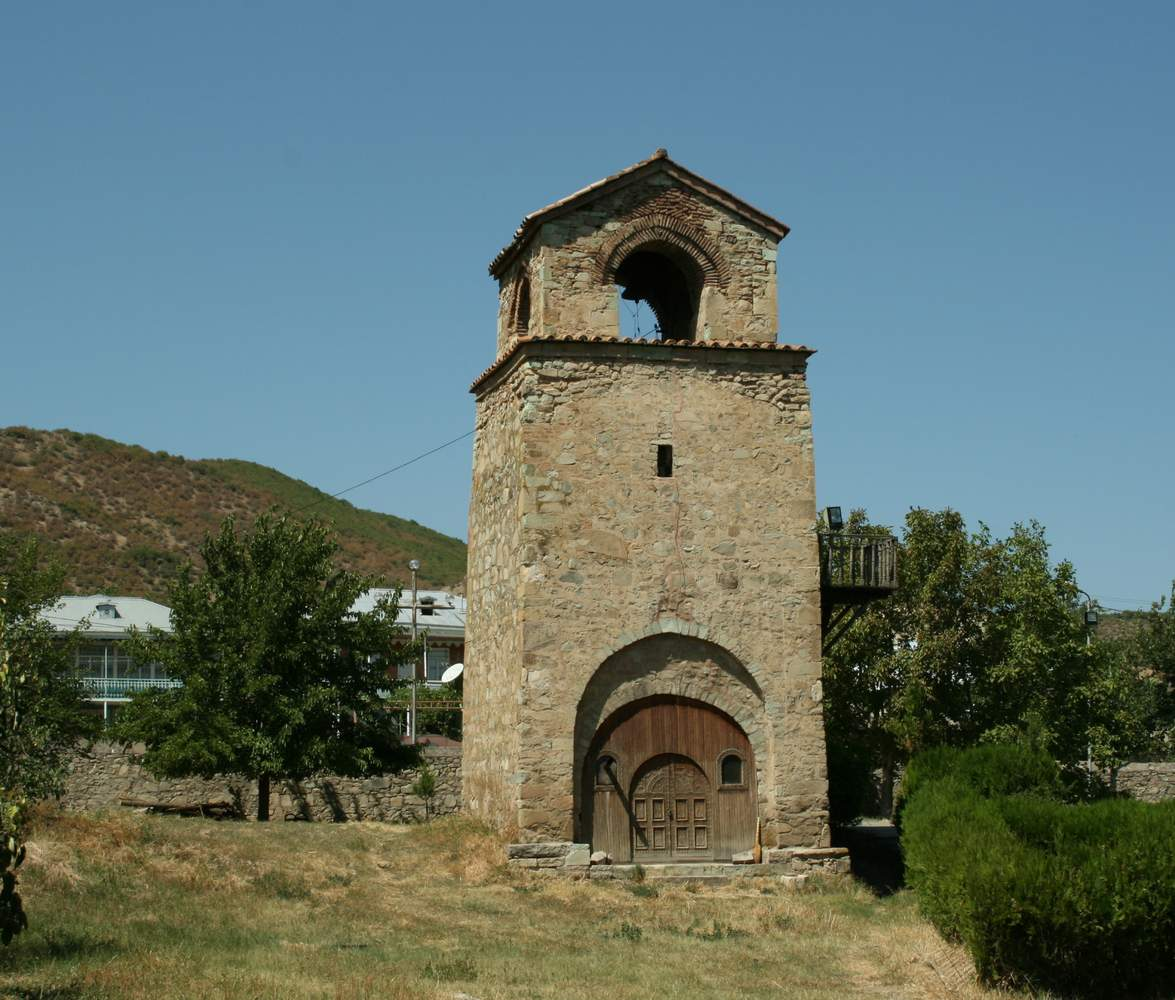
Clocher.
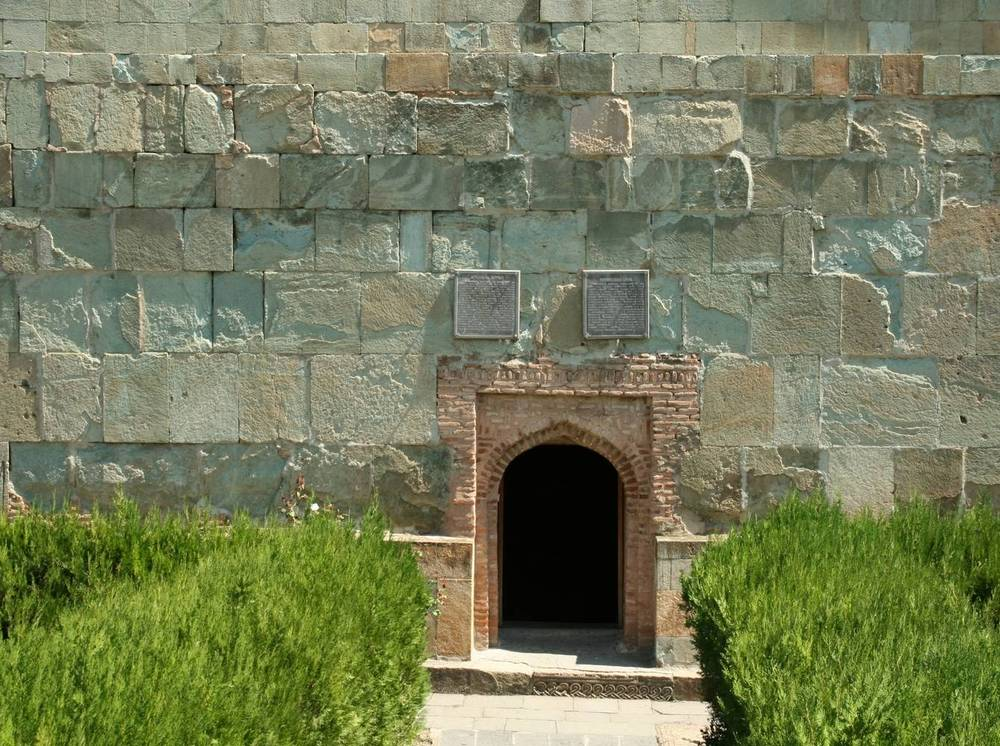
Façade et portail.
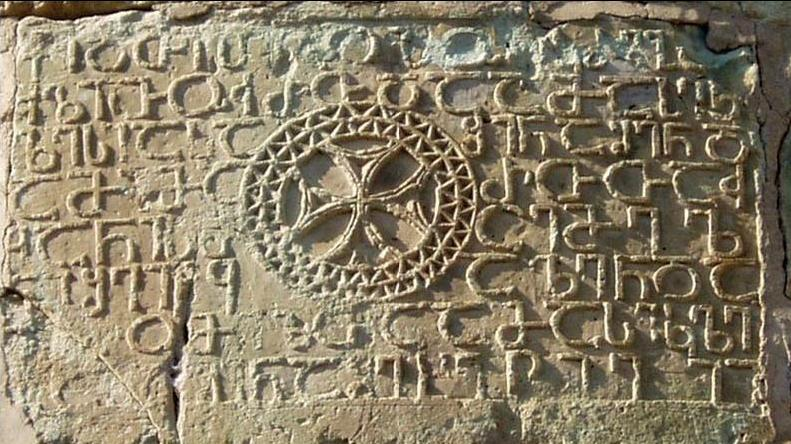
Inscriptions anciennes et croix de Bolnissi.
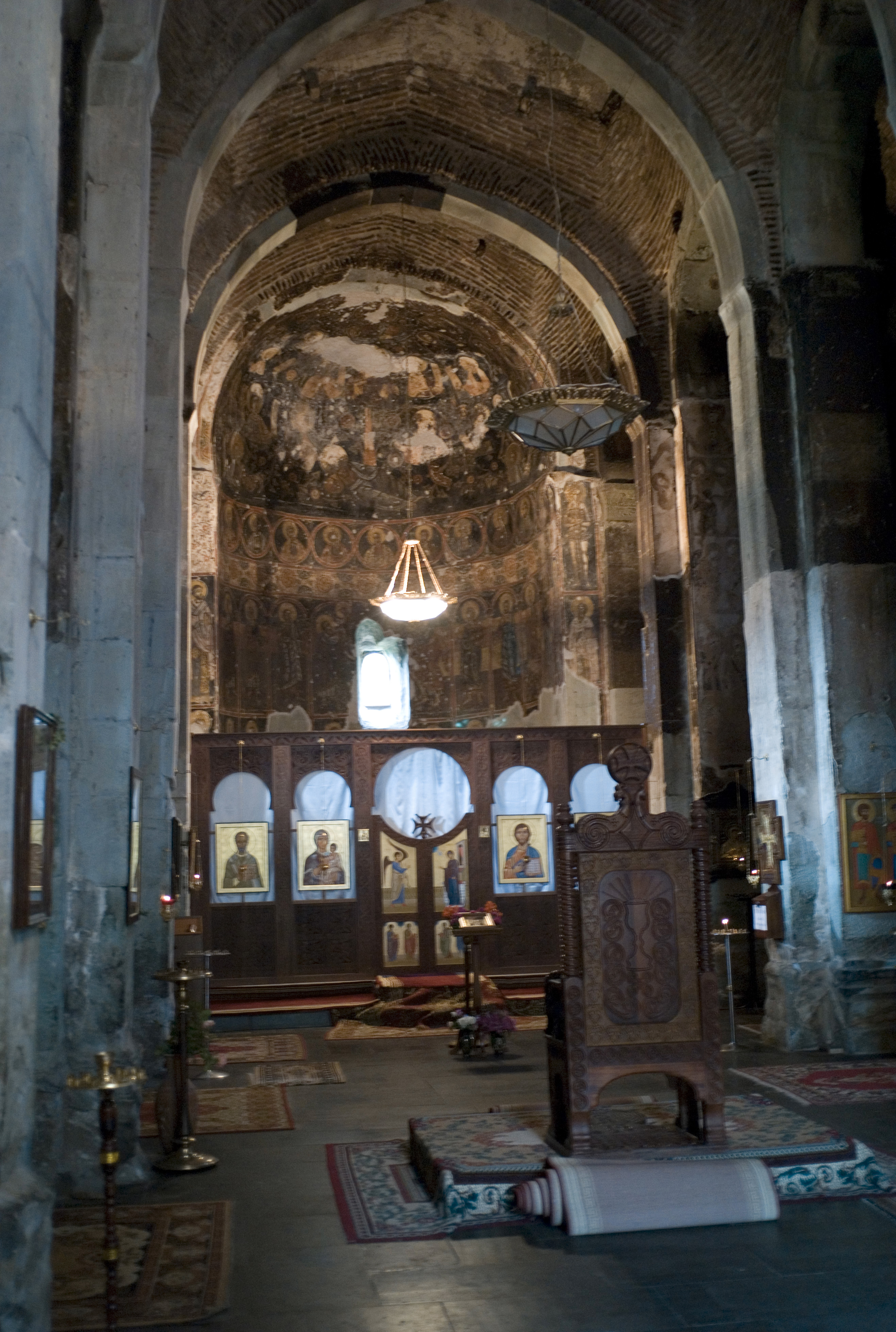
Intérieur.